# Laurent Poitrenaux
Pour l’article ayant un titre homophone, voir Poitrenaud.
Laurent Poitrenaux est un comédien de théâtre et de cinéma français, né en 1967 à Vierzon.

## Biographie
Laurent Poitrenaux est le fils d'un postier et d'une secrétaire vivant à Vierzon. Ses parents sont passionnés de théâtre et d'opérettes, animant le Groupe théâtral lyrique vierzonais, dans lequel il fait de la figuration dans sa jeunesse. Il arrive à Paris en 1985 pour faire des études de théâtre et dès lors s'engage dans la carrière de comédien.
Laurent Poitrenaux a travaillé au théâtre avec de nombreux metteurs en scène, dont Éric Vigner, Daniel Jeanneteau, Arthur Nauzyciel, François Berreur, Christian Schiaretti, Yves Beaunesne, Louise Hémon et Emilie Rousset, Olivia Grandville, Pascal Rambert, Mohamed El Khatib... Il a créé avec le comédien et metteur en scène Didier Galas un tour de chant Les Frères Lidonnes, et une compagnie théâtrale L'Ensemble Lidonnes.
Compagnon de longue date de Ludovic Lagarde, rencontré à Théâtre en actes, école dirigée par Lucien Marchal, il a joué dans pratiquement tous ses spectacles, notamment en collaboration avec Olivier Cadiot pour Sœurs et frères, Le Colonel des Zouaves, Retour définitif et durable de l’être aimé, Fairy Queen, Un nid pour quoi faire et Un mage en été (deux créations pour le Festival d’Avignon en 2010). Toujours aux côtés de Ludovic Lagarde, il était Richard dans le Richard III de Peter Verhelst créé au Festival d’Avignon en 2007. Il crée également avec lui l’intégrale du théâtre de Georg Büchner – Woyzeck, La Mort de Danton et Léonce et Léna – en janvier 2012 à la Comédie de Reims, repris en janvier 2013 au Théâtre de la Ville à Paris. Pour le Festival d’Avignon 2011, il interprète Jan Karski (Mon nom est une fiction) sous la direction d’Arthur Nauzyciel avec qui il crée également pour la Cour d’honneur du Palais des papes en 2012 La Mouette de Tchekhov.
Lors de l’édition 2013, il retrouve Ludovic Lagarde dans la création Lear is in Town, d’après Le Roi Lear de William Shakespeare, dans une traduction et adaptation de Frédéric Boyer et Olivier Cadiot.
Au cinéma, Laurent Poitrenaux a tourné avec Claude Mouriéras, Christian Vincent, Isabelle Czajka (La Vie domestique), Agnès Jaoui (Au bout du conte), Mathieu Amalric (La chambre bleue). Il a récemment été à l’affiche des nouveaux films des frères Larrieu, de Michel Gondry, de David Charhon et de Justine Triet.
En 2014, il interprète plusieurs rôles dans Une femme, texte inédit de Philippe Minyana sous la direction de Marcial Di Fonzo Bo et participe à la dernière création de Daniel Jeanneteau dans le cadre de la Biennale de danse à Lyon aux Subsistances.

## Théâtre
- 1990 : Pathologie Verbale III L'Ordre du discours, mise en scène Thierry Bédard, Théâtre de la Bastille
- 1990 : Le Laboureur de Bohême de Johannes von Tepl, mise en scène Christian Schiaretti, Comédie de Reims
- 1991 : L'Afrique fantôme de Michel Leiris, mise en scène Thierry Bédard
- 1991 : Viva Valeque, mise en scène Thierry Bédard
- 1991 : Les Trois Dramaticules : Solo, Cette fois, L'Impromptu d'Ohio de Samuel Beckett, mise en scène Ludovic Lagarde, Théâtre Granit de Belfort
- 1992 : L'Hymne de Gyorgy Schwajda, mise en scène Ludovic Lagarde, Comédie de Reims
- 1993 : Les Mystères de l'amour de Roger Vitrac, mise en scène Christian Schiaretti, Nouveau théâtre d'Angers, Festival d'Avignon
- 1993 : L'Homme, la Bête et la Vertu de Luigi Pirandello, mise en scène Christian Schiaretti, Festival d'Avignon
- 1993 : La Poule d'eau de Stanislaw Ignacy Witkiewicz, mise en scène Christian Schiaretti, Festival d'Avignon
- 1993 : Aujourd'hui ou les Coréens de Michel Vinaver, mise en scène Christian Schiaretti, Théâtre du Vieux-Colombier Comédie-Française
- 1994 : Ahmed le subtil d'Alain Badiou, mise en scène Christian Schiaretti, Festival d'Avignon
- 1996 : Ivanov d'Anton Tchekhov, mise en scène Ludovic Lagarde, Festival du Jeune Théâtre d'Alès
- 1996 : Brancusi contre États-Unis, Un procès historique, 1928, mise en scène Éric Vigner, Festival d'Avignon
- 1999 : Le Colonel des Zouaves d'Olivier Cadiot, mise en scène Ludovic Lagarde, Théâtre national de la Colline
- 1999 : Le Malade imaginaire ou le silence de Molière d'après Molière et Giovanni Macchia, mise en scène Arthur Nauzyciel, CDDB-Théâtre de Lorient
- 2000 : Le Cercle de craie caucasien de Bertolt Brecht, mise en scène Ludovic Lagarde, Théâtre d'Ivry Antoine Vitez
- 2000 : Faust ou la Fête électrique de Gertrude Stein, mise en scène Ludovic Lagarde, Le Carreau, Forbach
- 2001 : Iphigénie en Aulide de Racine, mise en scène Daniel Jeanneteau, CDDB-Théâtre de Lorient, Théâtre national de Strasbourg
- 2002 : Retour définitif et durable de l'être aimé d'Olivier Cadiot, mise en scène Ludovic Lagarde, Théâtre de la Manufacture, Théâtre national de la Colline
- 2003 : De ceux qui sont restés, de ceux qui sont partis de François Maspero et Klavdij Sluban, mise en scène Anne Dimitriadis, MC93 Bobigny
- 2004 : Fairy Queen d'Olivier Cadiot, mise en scène Ludovic Lagarde, Festival d'Avignon, Théâtre national de la Colline
- 2004 : Oncle Vania d'Anton Tchekhov, mise en scène Yves Beaunesne, Théâtre de Saint-Quentin
- 2004 : Oui dit le très jeune homme de Gertrude Stein, mise en scène Ludovic Lagarde, Festival d'Avignon
- 2005 : Oncle Vania d'Anton Tchekhov, mise en scène Yves Beaunesne, Théâtre national de la Colline
- 2006 : Dommage qu'elle soit une putain de John Ford, mise en scène Yves Beaunesne, Théâtre de Saint-Quentin
- 2007 : Une vie de théâtre Ébauche d'un portrait d'après Le Journal de Jean-Luc Lagarce, mise en espace François Berreur, Théâtre Ouvert
- 2007 : Richard III de Peter Verhelst, mise en scène Ludovic Lagarde, Festival d'Avignon
- 2008 : Roméo et Juliette d'Olivier Cadiot et Pascal Dusapin, mise en scène Ludovic Lagarde, Théâtre national de l'Opéra-Comique
- 2008 : Sœurs et frères d'Olivier Cadiot, mise en scène Ludovic Lagarde, Festival d'Avignon
- 2008 : 3 cailloux de Didier Galas d'après Witold Gombrowicz, mise en scène Didier Galas
- 2009 : La Flèche et le moineau d'après Witold Gombrowicz, mise en scène Didier Galas
- 2009 : Un nid pour quoi faire d'Olivier Cadiot, mise en scène Ludovic Lagarde, CDDB-Théâtre de Lorient
- 2010 : Ébauche d'un portrait d'après Le Journal de Jean-Luc Lagarce, mise en scène François Berreur, Théâtre Ouvert
- 2010 : Un nid pour quoi faire d'Olivier Cadiot, mise en scène Ludovic Lagarde, Festival d'Avignon, Théâtre de la Ville
- 2010 : Un mage en été d'Olivier Cadiot, mise en scène Ludovic Lagarde, Festival d'Avignon, Centre Pompidou
- 2011 : Jan Karski (mon nom est une fiction) d'après le roman de Yannick Haenel, mise en scène Arthur Nauzyciel, Festival d'Avignon
- 2011 : Traversée, lectures à l'occasion des 40 ans de Théâtre Ouvert, France Culture Festival d'Avignon
- 2012 : La Mouette d'Anton Tchekhov, mise en scène Arthur Nauzyciel, Festival d'Avignon
- 2013 : Intégrale Büchner, mise en scène Ludovic Lagarde, Théâtre de la Ville
- 2013 : Lear Is in Town de Frédéric Boyer et Olivier Cadiot, mise en scène Ludovic Lagarde, Festival d'Avignon
- 2013 : Ébauche d'un portrait d'après Le Journal de Jean-Luc Lagarce, mise en scène François Berreur, Théâtre Ouvert
- 2014 : Une femme de Philippe Minyana, mise en scène Marcial Di Fonzo Bo, Théâtre des 13 vents, Théâtre de la Colline
- 2016 : L'Avare de Molière, mise en scène Ludovic Lagarde, TNP Villeurbanne
- 2016 : Providence, adaptation d'un roman d'Olivier Cadiot par Ludovic Lagarde, présenté à La Comédie, à Reims[12].
- 2019 : La Collection d'Harold Pinter, mise en scène de Ludovic Lagarde, Théâtre national de Bretagne à Rennes[13].
- 2019 : Architecture de Pascal Rambert, mise en scène de l'auteur, festival d'Avignon puis théâtre des Bouffes du Nord et tournée
- 2021 : Quai Ouest de Bernard-Marie Koltès, mise en scène Ludovic Lagarde, Théâtre national de Bretagne
- 2023 : La Collection d'Harold Pinter, mise en scène de Ludovic Lagarde, théâtre de l'Atelier
- 2023 : L'Amant d'Harold Pinter, mise en scène de Ludovic Lagarde, théâtre de l'Atelier
- 2024 : Le Malade imaginaire ou le silence de Molière, d'après Molière et Giovanni Macchia, mise en scène Arthur Nauzyciel, Théâtre Nanterre-Amandiers
- 2025 : L'Amante anglaise de Marguerite Duras, mise en scène Émilie Charriot, théâtre de l'Odéon et tournée

## Filmographie

### Cinéma

#### Longs métrages
- 2000 : Tout va bien, on s'en va de Claude Mouriéras : Nicolas, l'amoureux de Laure
- 2003 : Elle est des nôtres de Siegrid Alnoy : Jean-Michel
- 2003 : Filles uniques de Pierre Jolivet : Le dragueur au café
- 2008 : Les Inséparables de Christine Dory : Patrick
- 2010 : D'amour et d'eau fraiche d'Isabelle Czajka : Bernard
- 2012 : Mauvaise Fille de Patrick Mille : Le gynécologue
- 2012 : Les Saveurs du palais de Christian Vincent : Jean-Michel Salomé
- 2012 : Renoir de Gilles Bourdos : Pierre Renoir
- 2013 : Au bout du conte d'Agnès Jaoui : Éric
- 2013 : La Vie domestique d'Isabelle Czajka : Thomas
- 2014 : Arrête ou je continue de Sophie Fillières : Marouani
- 2014 : La Chambre bleue de Mathieu Amalric : Le juge
- 2015 : Vingt et une nuits avec Pattie d'Arnaud et Jean-Marie Larrieu : Pierre, le gendarme
- 2015 : Microbe et Gasoil de Michel Gondry : Le dentiste
- 2016 : Les Naufragés de David Charhon : Daniel
- 2016 : Victoria de Justine Triet : David
- 2017 : Rodin de Jacques Doillon : Octave Mirbeau
- 2018 : Le Ciel étoilé au-dessus de ma tête d'Ilan Klipper : Bruno Weintraub
- 2019 : Doubles Vies d'Olivier Assayas : L'auteur
- 2021 : La Place d'une autre d'Aurélia Georges : Julien
- 2022 : Les Promesses de Thomas Kruithof : Jérôme Narvaux
- 2022 : Les Passagers de la nuit de Mikhaël Hers : Manuel Agostini
- 2022 : La Montagne de Thomas Salvador : Marc
- 2022 : La Grande Magie de Noémie Lvovsky : Le frère de Charles
- 2023 : Le Processus de paix d'Ilan Klipper : Bruno
- 2023 : 5 Hectares d'Émilie Deleuze : Michel
- 2023 : Iris et les Hommes de Caroline Vignal : Sylvain
- 2023 : Fifi de Jeanne Aslan et Paul Saintillan : Adrien
- 2026 : Maigret et le mort amoureux de Pascal Bonitzer : Philippe

#### Courts métrages
- 2001 : La Tête sous l'eau d'Olivier Hémon et Malika Saci : Alexandre
- 2003 : Fenêtre sur couple de Claude Lallemand : Antoine
- 2008 : Afrique ! d'Hervé Lavayssière : Le mari
- 2012 : La Part Céleste de Thibaut Gobry : Reynaldo Hahn
- 2015 : Marions-nous ! de Coco Tassel : Pierre
- 2020 : Le Dernier Débat de Louise Hémon et Emilie Rousset : Le candidat

#### Moyen métrage
- 2014 : Le Souffleur de l'affaire d'Isabelle Prim : Le souffleur

### Télévision

#### Séries télévisées
- 2002 : Le Grand Patron : François Mauclair
- 2019 : Engrenages : Commissaire Stéphane Lebrion
- 2021 : OVNI(s) : Bernard Marsaudon
- 2022 : Paris Police 1905 : Dr Philippe Verlot
- 2022 : Irma Vep : Le médecin
- 2025 : 37 Secondes : Philippe Vidal

#### Téléfilms
- 2002 : On n'a plus de sushis à se faire de Philippe Venault : Marco
- 2005 : Trois Jours en juin de Philippe Venault : Chevtchenko
- 2016 : Tuer un homme d'Isabelle Czajka : Maître Castel
- 2017 : La Bête curieuse de Laurent Perreau : Pierre Vitrac

### Création de voix
- 2003 - 2009 : Pat et Stanley : Pat

## Distinctions
- Festival Jean Carmet de Moulins 2000 : meilleur second rôle masculin (Prix du public) pour son rôle dans Tout va bien, on s'en va de Claude Mourieras
- Molières 2008 : nomination au Molière du spectacle seul(e) en scène pour Ébauche d'un portrait d'après Le Journal de Jean-Luc Lagarce
- Prix du Syndicat de la critique 2008 : meilleur comédien pour Ébauche d'un portrait
- Festival Jean Carmet de Moulins 2010 : meilleur second rôle masculin (prix du jury) pour son rôle dans D'amour et d'eau fraîche d'Isabelle Czajka